# La Lima
La Lima ist eine Stadt und eine Gemeinde in Honduras. Sie liegt im Departamento Cortés. 2013 hatte die Stadt 62.903 Einwohner und die Gemeinde hatte eine Einwohnerzahl von 71.910.

## Geografie
Die Stadt wird durch den Río Chamelecón in zwei Städte geteilt: La Lima Vieja, auf der westlichen Seite des Flusses gelegen und La Lima Nueva, auf der östlichen Seite des Flusses gelegen. Die Einwohner sind als „limeños“ bekannt.

## Geschichte
Zuerst war La Lima Teil der Gemeinde San Manuel. Dann wurde es Teil von San Pedro Sula, und später erhielt La Lima den Titel einer „Villa“. Im Jahr 1981 wurde La Lima zu einer eigenen Gemeinde erklärt.